# 昂吉讷加特
昂吉讷加特（法語：Enguinegatte，法語發音：[ɑ̃ɡinɡat]）是法国上法蘭西大區加来海峡省的一个旧市镇，属于圣奥梅尔区。2017年，昂吉讷加特与市镇昂坎莱米讷合并为新市镇昂坎莱吉讷加特。

## 地理
昂吉讷加特（50°36'29"N, 2°16'16"E）面积8.92 平方千米，位于法国上法蘭西大區加来海峡省，该省份为法国北部沿海省份，西北濒北海，南至索姆省，东临北部省。
与昂吉讷加特接壤的市镇（或旧市镇、城区）包括：马梅、泰鲁阿讷、德莱特、昂坎莱米讷、埃尔尼圣于连。
昂吉讷加特的时区为UTC+01:00、UTC+02:00（夏令时）。

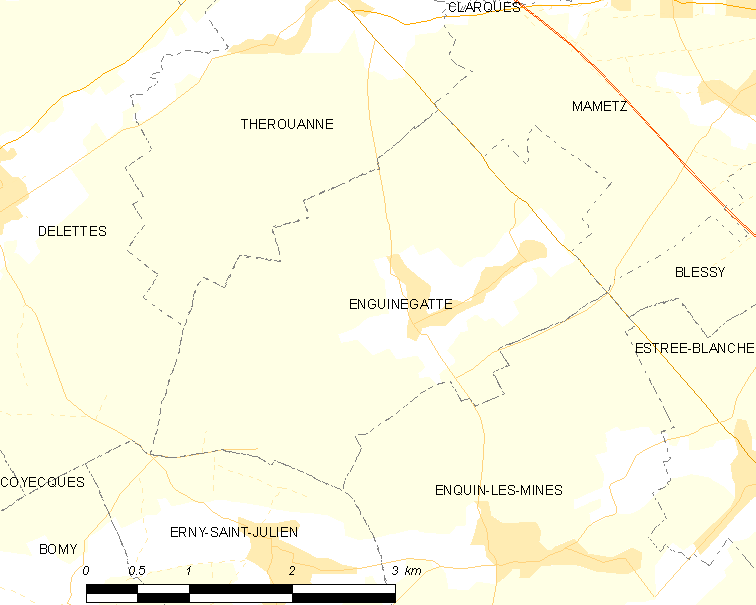
昂吉讷加特的OSM定位图

## 行政
昂吉讷加特的邮政编码为62145，INSEE市镇编码为62294。

## 政治
昂吉讷加特所属的省级选区为弗吕日县。

## 人口

1962-2008年间昂吉讷加特人口变化图示

昂吉讷加特于2018年1月1日时的人口数量为445人。